# Lucilia fayeae
Lucilia fayeae este o specie de muște din genul Lucilia, familia Calliphoridae, descrisă de Whitworth în anul 2010. Conform Catalogue of Life specia Lucilia fayeae nu are subspecii cunoscute.